# Le Grand Troupeau
Le Grand Troupeau est un roman de Jean Giono publié en 1931.

## Historique

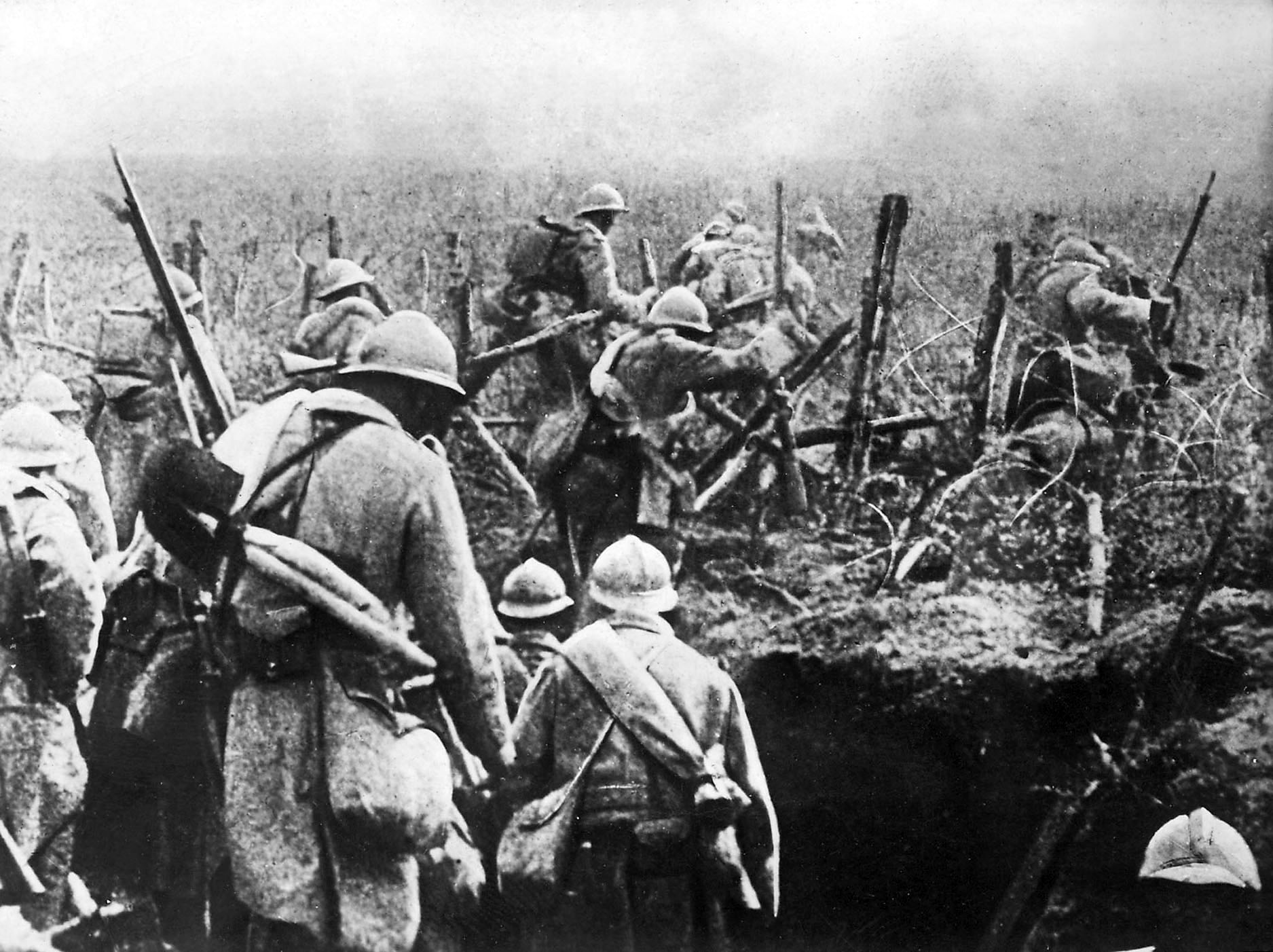
Verdun : « le troupeau (mené) pour le massacre. »

Écrit et réécrit à partir de 1929 et publié en 1931, ce roman constitue avec la nouvelle Ivan Ivanovitch Kossiakoff publiée en revue en août 1925 et reprise dans le recueil Solitude de la pitié en 1932, un des rares textes narratifs que Jean Giono a consacrés à la guerre de 14-18 à laquelle il a participé.

## Présentation
Le titre du roman joue sur la métaphore du bétail humain qu'est devenue la masse de soldats broyés dans la guerre et qui fonctionne en miroir avec l'immense troupeau de moutons qui dans les premières pages du roman descend à marche forcée de l'alpage car les bergers sont mobilisés pour aller à la guerre.  Citations : 
« Le troupeau coule avec son bruit d'eau, il coule à route pleine ; de chaque côté il frotte contre les maisons et les murs des jardins. » (p. 18, éd Folio) / « L'infanterie anglaise monte épaisse comme un ruisseau de boue, et le troupeau bleu des soldats français glisse à la crête des herbes, vers les collines et la fumée. - À l'abattoir ! dit La Poule.
Au fond de l'horizon, dans cet endroit où le ciel se mélange avec la terre, les mitrailleuses commencent à grésiller comme de l'huile à la poêle. » (p. 242, éd. Folio)
Giono évoque avec ce cinquième roman les quatre années de la guerre de 1914-1918 dans un récit qui alterne les scènes au village où les femmes et les vieux assurent les travaux agricoles dans l’affrontement à la nature vivante et dans la frustration des désirs, et les scènes au front dans la violence des combats ponctués par les morts, les mutilations volontaires ou encore les désertions dans la recherche de la survie primitive. L'expérience du soldat Giono nourrira l'imaginaire de l'auteur que l'on perçoit dans sa fascination/répulsion pour le sang (par ex. Un roi sans divertissement), les cadavres et la putréfaction (ex. Le hussard sur le toit) qui jalonne son œuvre ( Katia Thomas-Montesinos, article cité, page 28). Mais le roman s'achève sur la victoire de la vie en communion avec la nature avec la naissance du bébé à propos de qui le grand-père s'exclame : « Il faut que nous lui fassions voir tout de suite ce que c'est, l'espérance ! ».
Par ailleurs cette dénonciation forte de la guerre qui parcourt Le Grand Troupeau est en accord avec le pacifisme profond que Jean Giono a exprimé dans des textes comme Refus d’obéissance, « Je ne peux pas oublier » (article contre la guerre publié en novembre 1934 pour le numéro spécial de la revue Europe « 1914-1934 »), Lettre aux paysans sur la pauvreté et la paix (1938) ou Recherche de la pureté, rédigé et paru pendant l’été 1939.

## Éditions
Ce roman a été publié essentiellement par les Éditions Gallimard.
- Paris, Éditions Gallimard, coll. « Les rois du jour », 1931Édition originale
- Paris, Éditions Gallimard, coll. « Pourpre », 1951
- Paris, Éditions Gallimard, coll. « Soleil », (no 153), 1964  (ISBN 978-2-07-010226-6)
- Paris, Le Livre de poche, (no 1411), 1965
- Paris, Éditions Gallimard, coll. « Folio », (no 95), 1972
- Paris, Éditions Gallimard, coll. « Folio », (no 760), 1977  (ISBN 978-2-07-036760-3)